# Dames 4
Dames 4 is een Nederlandse televisiefilm uit 2015, geregisseerd door Maurice Trouwborst. De film is gebaseerd op het vrouwenvoetbalteam DVVA van scenarioschrijfster Lotte Tabbers.

## Verhaal
Wyne is een vrouw van begin dertig, die haar relatie met Arjen heeft verbroken omdat hij een kind van haar wil. Haar leven bestaat voornamelijk uit jointjes roken, bier drinken en lol maken met haar vriendin en huisgenoot Nanda. Als Nanda gaat samenwonen met haar vriend Maarten voelt Wyne zich eenzaam. Ze besluit samen met Nanda een vrouwenvoetbalteam op te richten. Het team bestaat uit vrouwen zonder ervaring en met Wyne's nieuwe huisgenoot Denise als keeper. Uiteindelijk wordt broer Menno, zonder verstand te hebben van voetbal, de nieuwe trainer. De wedstrijden verlopen dramatisch. Wyne krijgt met iedereen ruzie als ook Nanda een kinderwens heeft. Het leven van Wyne verandert als ze zelf in verwachting blijkt te zijn van Arjen en Nanda weer vrijgezel wordt.

## Rolverdeling
| Acteur              | Personage |
| ------------------- | --------- |
| Hannah van Lunteren | Wyne      |
| Jennifer Hoffman    | Nanda     |
| Ryanne van Dorst    | Denise    |
| Guido Pollemans     | Menno     |
| Sarah Chronis       | Rosa      |
| Tibor Lukács        | Arjen     |
| Peter van de Witte  | Maarten   |
| Elisa Beuger        | Welmoed   |
| Renée Fokker        | Lydia     |
| Ko Zandvliet        | Robin     |
| Henry van Loon      | Frans     |
| Walter Bart         | David     |
| Sophie van Oers     | Karlijn   |
| Jurjen van Loon     | Job       |
| Rixt Leddy          | Kristen   |
| Ludwig Bindervoet   | Bas       |
| Hugo Maerten        | Henk      |
| Huub Smit           | Geert     |